# اس‌ام یوسی-۷۳
اس‌ام یوسی-۷۳ (به انگلیسی: SM UC-73) یک زیردریایی بود که طول آن ۱۶۵ فوت ۲ اینچ (۵۰٫۳۴ متر) بود. این زیردریایی در سال ۱۹۱۶ ساخته شد.